# 三硝基胺
三硝基胺是一种氮氧化物，化学式为N(NO2)3。这种化合物在2010年由瑞典皇家工学院的研究者发现。
此前曾有人猜测存在三硝基胺。 蒙哥马利和米歇尔斯1993年进行的理论计算表明该物质是稳定的。
三硝基胺在未来可能用作最有效和污染最小的火箭推进剂氧化剂，因为它不含氯。
这是一项可能重大的发现，因为根据齐奥尔科夫斯基火箭方程，即使火箭的ΔV改进很小，也能大大增加火箭的有效载荷。
它的能量密度比现有最高的也要高出20-30%，但是其他燃料与液氧混合能量密度会更高。